# Jane C. Wright
Jane Cooke Wright (Nova York, 30 de novembre de 1919 - Guttenberg, 19 de febrer de 2013) va ser una pionera investigadora i cirurgiana del càncer, destacada per les seves contribucions a la quimioteràpia. En particular, Wright se li atribueix el desenvolupament de la tècnica d'utilització del teixit humà en comptes de ratolins de laboratori per avaluar els efectes de possibles fàrmacs en cèl·lules canceroses. També va ser pionera en l'ús del medicament metotrexat per tractar el càncer de mama i el càncer de pell (micosis fungoides).

## Biografia

### Vida i l'educació
Wright va néixer a Manhattan filla de Corinne Cooke, professora d'escola pública, i Louis T. Wright, graduat del Meharry Medical College i un dels primers graduats afroamericans de la Facultat de Medicina de Harvard. El seu pare va ser el fill del doctor Ceah Ketcham Wright, metge graduat del Bencake Medical College i fillastre de William Fletcher Penn, el primer graduat afroamericà de Yale Medical College. L'oncle de Wright, Harold Dadford West, també va ser metge, i degà de Meharry Medical College. El pare de Wright va lluitar contínuament contra la injustícia racial i va declarar a l'Associació Mèdica Americana responsable de la discriminació racial existent en l'àmbit mèdic. Va afirmar públicament que "l'Associació Mèdica Americana ha demostrat tant interès en la salut del negre com ho fa Hitler en la salut del jueu". En convertir-se en metgesses, Jane Wright i la seva germana Barbara Wright Pierce van seguir els passos del seu pare i els seus avis, superant ambdós biaixos, de gènere i racial, van tenir èxit en una professió masculina i majoritàriament blanca.
Quan era jove, Wright va assistir a l'Escola de Cultura Ètica Fieldston, després a l'escola de "Cultura Ètica" i a la "Escola Fieldston" en la qual es va graduar el 1938. Es va graduar amb un diploma d'art per l'Smith College el 1942, la família de Wright era tan coneguda que quan es va graduar a Smith College, la seva imatge va aparèixer a la portada de The Crisis, la publicació oficial de la NAACP (National Association for the Advancement of Colored People). Tres anys més tard, el 1945 es va graduar en medicina amb honors al New York Medical College.

### Carrera
Després de la New York Medical College, va fer residències al Bellevue Hospital (1945-46) i al Harlem Hospital (1947-48), con va arribar a ser cap de residència. El 1949 es va unir al seu pare per fer recerca al Harlem Hospital Cancer Research Center, que ell havia fundat, succeint-lo com a director quan va morir el 1952. El 1955 va acceptar una encàrrec de recerca a la Universitat de Nova York Bellevue Medical Center, com a professora titular d'Investigació Quirúrgica i Directora d'Investigació del Càncer.
El treball de recerca de Wright va consistir en estudiar els efectes de diversos fàrmacs en els tumors, i va ser la primera en identificar el metotrexat, un dels medicaments de la quimioteràpia fundacional, com una eina eficaç contra els tumors cancerosos. Els primers treballs de Wright van portar la quimioteràpia fora de l'àmbit d'un tractament experimental, hipotètic i no provat, a l'àmbit de la teràpia terapèutica de càncer efectiva, avaluada i provada, salvant literalment milions de vides. Wright i el seu pare van introduir agents de mostassa de nitrogen, similars als compostos de gasos mostassa utilitzats en la Primera Guerra Mundial, que van tenir èxit en el tractament de les cèl·lules canceroses de pacients amb leucèmia. Wright més tard va ser pionera en el treball combinatori en quimioteràpia, centrant-se no solament en l'administració de múltiples fàrmacs, sinó en variacions seqüencials i de dosificació per augmentar l'efectivitat de la quimioteràpia i minimitzar els efectes secundaris. Va tenir èxit en la identificació de tractaments per a càncer de mama i de pell, i va desenvolupar un protocol de quimioteràpia que va augmentar la vida dels pacients amb càncer de pell fins a deu anys.També va desenvolupar un mètode no quirúrgic, usant un sistema de catèter, per subministrar medicaments potents a tumors situats en els òrgans interns com el fetge i la melsa. Va publicar més de 100 articles sobre quimioteràpia del càncer durant la seva carrera i va servir al consell editorial del Journal of the National Medical Association.
Durant la seva carrera, Cooke també va col·laborar amb la biòloga i fisiòloga Jewel Plummer Cobb, una altra coneguda científica afroamericana.
A més de la recerca i el treball clínic, Wright va ser professionalment activa. El 1964, va ser l'única dona entre set metges que va ajudar a fundar la Societat Americana d'Oncologia Clínica, i el 1971 va ser la primera dona elegida presidenta de la Societat de Càncer de Nova York. Wright va ser nomenada dega i cap del Departament de Quimioteràpia del Càncer de la Facultat de Medicina de Nova York el 1967, aparentment la millor metgessa, home o dona, afroamericana en una universitat mèdica en aquell moment, i sens dubte la millor metgessa afroamericana. Va ser nomenada Presidenta del Consell Assessor Nacional del Càncer pel president dels Estats Units Lyndon Johnson, que va servir des de 1966 fins a 1970. i la Comissió del President sobre Malalties Cardíaques, Vasculars i Càncer (1964-65). Wright també va ser internacionalment activa, liderant delegacions d'oncòlegs a la Xina i la Unió Soviètica, i països d'Àfrica i d'Europa de l'Est. Va treballar a Ghana el 1957 i a Kenya el 1961, tractant pacients amb càncer. De 1973 a 1984 va ser vicepresidenta de la Fundació per a la Investigació i la Medicina Africana.
Wright va rebre molts premis, incloent el de Doctora Honorífica en Ciències Mèdiques de la Woman's Medical College of Pennsylvania (WMCP) que, fundada l'any 1850, va ser la segona institució mèdica establerta al món per capacitar a dones en medicina i possibilitar que obtinguessin el títol de grau.
Wright es va retirar el 1985 i va ser nomenada professora emèrita al New York Medical College el 1987. En descriure la seva recerca pionera en quimioteràpia, va dir al reporter Fern Eckman: "Molt divertit explorar el que no es coneix. No hi ha emoció més gran que quan un experiment surt de manera que facis una contribució positiva ".

### Biografia personal
El 27 de juliol de 1947, Wright es va casar amb David D. Jones i la parella va tenir dues filles: Jane Wright Jones i Alison Jones. El seu marit va ser advocat i es va convertir en fundador d'organitzacions de lluita contra la pobresa i a favor de la formació professional per a joves afroamericans. Lamentablement, el 1976, Jones va morir d'insuficiència cardíaca.
A més del seu amor per les ciències a Jane li agradava la pintura a l'aquarel·la, llegir novel·les de misteri, la natació i la vela. En rebre el Premi al mèrit de Mademoiselle en 1952, va declarar: "Els meus plans per al futur són seguir buscant una cura per al càncer, ser una bona mare per als meus fills i una bona esposa per al meu marit" [4].

## Publicacions seleccionades
- J. C. Wright, J. P. Cobb, S. L. Gumport, F. M. Golomb, and D. Safadi, "Investigation of the Relationship Between Clinical and Tissue Response to Chemotherapeutic Agents on Human Cancer", New England Journal of Medicine 257 (1957): 1207-1211.
- J. C. Wright, J. I. Plummer, R. S. Coidan, and L. T. Wright, "The in Vivo and in Vitro Effects of Chemotherapeutic Agents on Human Neoplastic Diseases", The Harlem Hospital Bulletin 6 (1953): 58-63.
- Jane C. Wright, "Cancer Chemotherapy: Past, Present, and Future -- Part I.", Journal of the National Medical Association, v.76, n.8, pp. 773–784 (1984).